# 森跳二
森 跳二（もり ちょうじ、1982年4月15日 - ）は、奈良県磯城郡田原本町出身の元プロ野球選手（投手）。

## 来歴・人物

### プロ入り前
小学校3年で軟式野球を始めるが中学時代は右肩痛のために続けず、生駒高で投手として再開し卒業後、関西外国語大学では1年春から登板、2年春は2部リーグ。秋から1部で3年時20勝。3年春と4年秋に阪神大学リーグ最優秀投手に選ばれる。阪神大学1部リーグで通算64試合登板、30勝25敗、防御率1.90、388奪三振。2部リーグで通算4勝2敗。
2004年のドラフトで、広島東洋カープから3巡目で指名され、入団。

### プロ入り後
1年目の2005年、5月に先発で初登板すると5回1失点（勝敗つかず）の好投を見せ、以降リリーフで一軍に定着する。切れ味鋭いスライダーを武器に、右打者に強さを見せた。被打率は左打者には5割台だが右打者には1割台と完璧に抑え、奪三振のうち9割が右打者から奪ったものだった。
2006年は一軍登板はなかったが、二軍でチーム2位の30試合に登板、防御率3.02だった。2007年も二軍でチームトップの31試合に登板、2年ぶりに一軍登板も果たした。2008年も二軍でチームトップの40試合に登板。セットアッパーとして四球も少なく、防御率が2点台と内容も安定してきた。
2009年は二軍で安定感抜群の投球を見せ、6月5日に一軍にシーズン初昇格すると、その日の対ソフトバンク3回戦（マツダスタジアム）で1点ビハインドの6回無死一塁からシーズン初登板しわずか6球で1回無失点に抑えた。降板直後の味方の逆転と降雨コールドにより5年目でプロ初勝利を手にした。
2010年も二軍では安定していたが、一軍では結果を残せず10月3日に戦力外通告を受けた。

## 人物・プレイスタイル
速球は最速140km/h台中盤と速くはないが、スライダー、チェンジアップなどの変化球を武器に高い奪三振率を記録した。
関西外国語大学出身で初めて、また外語大卒で初めて誕生したプロ野球選手でもある。外語大出身のため英語はそこそこしゃべれるが、外国人に話しかけるのは苦手だという。これにはまだ自分自身が野球人として半人前という負い目があり、日本の野球について教えられる立場ではないということもあるという。
顔が佐々木主浩に似ていることから「赤大魔神」と呼ばれている。また、大学時代は、森跳二の名前から「もりちょー」と呼ばれていた。
2009年5月20日の深夜に放送された今ちゃんの「実は…」で、シャンプーハットが三宮で実は・・・な人物を探していたときに、偶然出会った。

## 詳細情報

### 年度別投手成績
| 年 度     | 球 団     | 登 板 | 先 発 | 完 投 | 完 封 | 無 四 球 | 勝 利 | 敗 戦 | セ 丨 ブ | ホ 丨 ル ド | 勝 率 | 打 者 | 投 球 回 | 被 安 打 | 被 本 塁 打 | 与 四 球 | 敬 遠 | 与 死 球 | 奪 三 振 | 暴 投 | ボ 丨 ク | 失 点 | 自 責 点 | 防 御 率 | W H I P |
| --------- | --------- | ----- | ----- | ----- | ----- | -------- | ----- | ----- | -------- | ----------- | ----- | ----- | -------- | -------- | ----------- | -------- | ----- | -------- | -------- | ----- | -------- | ----- | -------- | -------- | ------- |
| 2005      | 広島      | 15    | 1     | 0     | 0     | 0        | 0     | 2     | 0        | 1           | .000  | 98    | 21.1     | 24       | 3           | 9        | 0     | 1        | 18       | 3     | 0        | 16    | 13       | 5.48     | 1.55    |
| 2007      | 広島      | 4     | 0     | 0     | 0     | 0        | 0     | 1     | 0        | 1           | .000  | 17    | 3.2      | 5        | 1           | 1        | 0     | 0        | 4        | 1     | 0        | 2     | 2        | 4.91     | 1.64    |
| 2008      | 広島      | 2     | 0     | 0     | 0     | 0        | 0     | 0     | 0        | 0           | ----  | 7     | 1.1      | 2        | 0           | 1        | 0     | 0        | 1        | 0     | 0        | 0     | 0        | 0.00     | 2.25    |
| 2009      | 広島      | 3     | 0     | 0     | 0     | 0        | 1     | 0     | 0        | 0           | 1.000 | 12    | 1.2      | 6        | 0           | 0        | 0     | 1        | 0        | 0     | 0        | 5     | 3        | 16.20    | 3.60    |
| 2010      | 広島      | 3     | 0     | 0     | 0     | 0        | 0     | 0     | 0        | 0           | ----  | 19    | 3.1      | 8        | 0           | 2        | 0     | 0        | 2        | 0     | 0        | 3     | 3        | 8.10     | 3.03    |
| 通算：5年 | 通算：5年 | 27    | 1     | 0     | 0     | 0        | 1     | 3     | 0        | 2           | .250  | 153   | 31.1     | 45       | 4           | 13       | 0     | 2        | 25       | 4     | 0        | 26    | 21       | 6.03     | 1.85    |

### 記録
- 初登板・初先発：2005年5月29日、対西武ライオンズ6回戦（インボイスSEIBUドーム）、5回4安打1失点
- 初奪三振：同上、2回裏にアレックス・カブレラから空振り三振
- 初ホールド：2005年8月25日、対阪神タイガース16回戦（広島市民球場）、7回表2死に4番手で救援登板、1/3回無失点
- 初勝利：2009年6月5日、対福岡ソフトバンクホークス3回戦（MAZDA Zoom-Zoom スタジアム広島）、6回表に2番手で救援登板、1回無失点[2]

### 背番号
- 16 （2005年 - 2006年）
- 30 （2007年 - 2010年）